# Звољенски замак
Звољенски замак (слч. Zvolenský zámok, Zvolenský hrad) представља утврђено боравиште власника у Звољену, у средишњој Словачкој. Подигнут је у другој половини XIV века, а од XV века је главни Звољенски замак уместо тзв. старог Звољенског замка која је данас позната као Пусти замак. Данас се у њему налази галерија слика и кафић.

## Прошлост
Првобитна Звољенски замак се налазила нешто даље на врху стрме стене над ушћем Слатине у Хрон. Нешто даље од старог замка на брду усред вароши између 1360. и 1382. године је подигнут Звољенски замак, који је од XV века постао и главна, а временом и једина „Звољенски замак“. Првобитна намена замка је била да буде ловачки дом краљева Мађарске и са тим циљем га је у другој половини XIV века у готском стилу и подигао Лајош I (1342–1382).
Замак су 1548. године реконструисали у ренесансном стилу италијански мајстори, да би свој данашњи, барокни, изглед добио 1784. године.
Данас се у оквиру замка налази галерија слика у којој се, између осталих, налазе и дела:
- Рубенса
- Веронезеа
- Хогарта